# Pteris undulatipinna
Pteris undulatipinna är en kantbräkenväxtart som beskrevs av Ren-Chang Ching. Pteris undulatipinna ingår i släktet Pteris och familjen Pteridaceae. Inga underarter finns listade.